# عزیزه صدیقی
عزیزه صدیقی (پشتو: عزیزه صدیقی؛ زادهٔ ۱۹۸۳) فعال حقوق بشر و حقوق زنان اهل افغانستان است.
وی همچنین برندهٔ جوایزی همچون جایزه بین‌المللی زنان شجاع شده‌است.